# Немецкие военнопленные в Советском Союзе

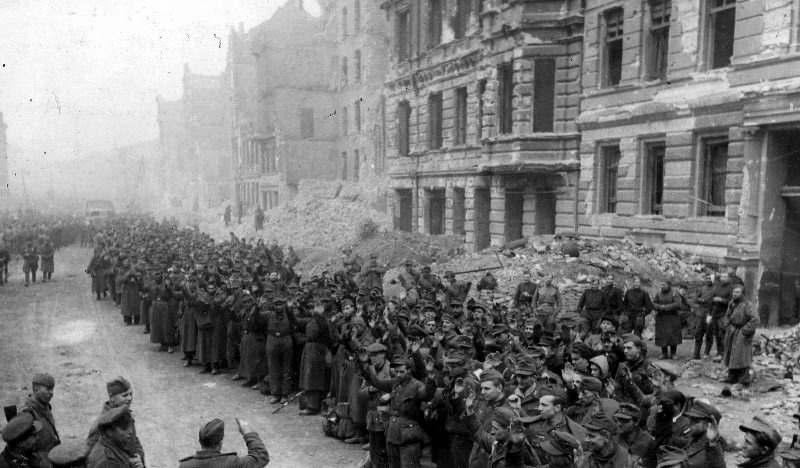
Немецкие солдаты и офицеры сдаются в плен советским войскам после капитуляции гарнизона Берлин, фотография Евгения Халдея

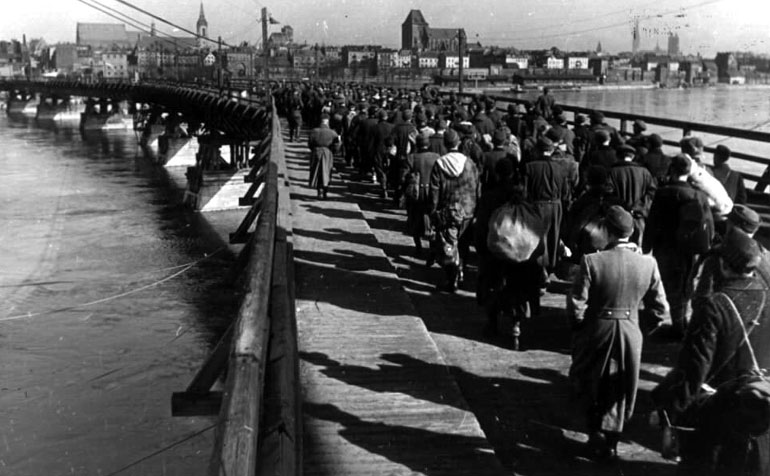
Немецкие военнопленные, захваченные при взятии Кёнигсберга

Немецкие военнопленные в Советском Союзе — военнослужащие нацистской Германии, взятые в плен советскими войсками во время Великой Отечественной войны.

## История вопроса
В первый год войны, когда вермахт одерживал победы, немецких военнопленных было немного. Впервые значительное количество немецких военнослужащих попало в советский плен в результате Сталинградской битвы (89 тысяч) и в ходе наступательных операций на Дону в начале 1943 года.
В таблице приведены данные о военнопленных, взятых в плен по периодам войны:
| период                | количество | примечания                                                |
| --------------------- | ---------- | --------------------------------------------------------- |
| 22.06.1941—31.12.1941 | 9 147      |                                                           |
| 01.01.1942—19.11.1942 | 10 635     |                                                           |
| 19.11.1942—03.02.1943 | 151 246    | включая румынских, венгерских и итальянских военнопленных |
| 4.02.1943—05.07.1943  | 24 919     |                                                           |
| 05.07.1943—01.01.1944 | 40 730     |                                                           |
| 01.01.1944—01.03.1944 | 15 351     |                                                           |
| 01.03.1944—01.01.1945 | 745 585    |                                                           |
| 01.01.1945—20.01.1945 | 67 776     |                                                           |
| ИТОГО:                | 1 009 298  |                                                           |

Велико было число захваченных пленных и в завершающих победных операциях РККА 1945 года, а основная их масса попала в плен при капитуляции разбитых немецких войск в мае 1945 года. С 9 по 17 мая 1945 года было взято в плен и принято капитулировавшими около 1 390 000 немецких солдат и офицеров.
В 1943—1944 годах Управлением по делам военнопленных и интернированных НКВД СССР совместно с Главным политуправлением Красной Армии велась активная работа вокруг создания антифашистских организаций военнопленных. В июле 1943 года из военнопленных был создан Национальный комитет «Свободная Германия».
В годы войны труд военнопленных в народном хозяйстве страны не имел большого значения, он стал значимым фактором лишь после окончания войны. Военнопленные участвовали в восстановлении народного хозяйства, уничтоженного во время войны — заводов, плотин, железных дорог, портов и так далее. Также они активно использовались при восстановлении старого и возведении нового жилого фонда во многих городах СССР. Кроме этого, пленные немцы активно использовались на лесозаготовках, при строительстве автомобильных и железных дорог в отдалённых и труднодоступных районах, а также при добыче полезных ископаемых — например, урана, угля, железной руды. По данным Центрального финансового отдела Министерства внутренних дел СССР, за период с 1943 года по 1 января 1950 года военнопленные отработали 1 077 564 200 человеко-дней, заработали 16 723 628 рублей и выполнили работу в строительстве и промышленности общей стоимостью примерно 50 млрд рублей.
Совет министров СССР 18 июня 1946 года принял постановление № 1263—519сс «Об отправке на родину больных и нетрудоспособных военнопленных немецкой и других западных национальностей».
В апреле 1947 года в Москве состоялась конференция министров иностранных дел СССР, США и Великобритании, на которой было принято решение о репатриации немецких военнопленных до 31 декабря 1948 года. Но на практике репатриация затянулась до 1950 года. Кроме того, репатриации не подлежали военнопленные, осуждённые за военные преступления.

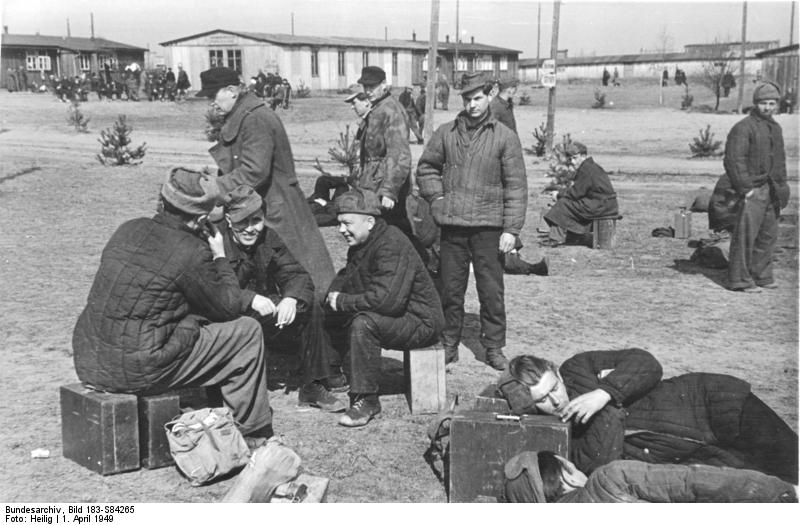
Возвращающиеся домой немецкие военнопленные, 1 апреля 1949 года.

В октябре 1955 года после визита канцлера ФРГ К. Аденауэра Президиум Верховного Совета СССР издал Указ «О досрочном освобождении и репатриации немецких военнопленных, осуждённых за военные преступления», и из СССР были репатриированы более 14 тысяч немецких военнопленных, осуждённых за военные преступления. В общей сложности, из Советского Союза было репатриировано около 2 млн немецких военнопленных.
По официальным статистическим данным Управления по делам военнопленных и интернированных МВД СССР от 12 октября 1959 года всего были взяты в советский плен 2 389 560 германских военнослужащих, из них в лагерях ГУПВИ умерли 356 678. Особенно высокой была смертность в первые годы войны. Вследствие сильных морозов, плохого обмундирования и плохого питания многие пленные, обессиленные к тому же длительными маршами, гибли уже на пути в лагеря. В послевоенные годы смертность значительно снизилась. К ним допускались представители международного Красного Креста, и иногда доставлялась почта с родины.
В целом с немецкими военнопленными в СССР обращались более гуманно, чем некогда нацисты обращались с советскими военнопленными. Так, в своё время в немецко-фашистском плену замучено и убито 55 % от общего числа советских военнопленных (более 2,5 млн), в советском же плену умерло 14,9 % (580 тыс.).

## Численность военнопленных Германии и её союзников
Сведения о количестве военнопленных вооружённых сил Германии и союзных ей стран, учтённых в лагерях ГУПВИ НКВД СССР по состоянию на 22 апреля 1956 года.
| национальность        | учтено военнопленных | освобождено и репатриировано | умерло в плену |
| --------------------- | -------------------- | ---------------------------- | -------------- |
| немцы                 | 2 388 443            | 2 031 743                    | 356 700        |
| австрийцы             | 156 681              | 145 790                      | 10 891         |
| чехи и словаки        | 69 977               | 65 954                       | 4023           |
| французы              | 23 136               | 21 811                       | 1325           |
| югославы              | 21 830               | 20 354                       | 1476           |
| поляки                | 60 277               | 57 149                       | 3128           |
| голландцы             | 4730                 | 4530                         | 200            |
| бельгийцы             | 2014                 | 1833                         | 181            |
| люксембуржцы          | 1653                 | 1560                         | 93             |
| испанцы               | 452                  | 382                          | 70             |
| датчане               | 456                  | 421                          | 35             |
| норвежцы              | 101                  | 83                           | 18             |
| прочие национальности | 3989                 | 1062                         | 2927           |
| итог по вермахту      | 2 733 739            | 2 352 671                    | 381 067        |
| %                     | 100 %                | 86,1 %                       | 13,9 %         |
| венгры                | 513 766              | 459 011                      | 54 755         |
| румыны                | 187 367              | 132 755                      | 54 612         |
| итальянцы             | 48 957               | 21 274                       | 27 683         |
| финны                 | 2377                 | 1974                         | 403            |
| итог по союзникам     | 752 467              | 615 014                      | 137 753        |
| %                     | 100 %                | 81,7 %                       | 18,3 %         |
| всего военнопленных   | 3 486 206            | 2 967 686                    | 518 520        |
| %                     | 100 %                | 85,1 %                       | 14,9 %         |

Кроме того, необходимо учитывать, что не все военнопленные попадали в лагеря военнопленных, относящиеся к ГУПВИ НКВД СССР. После пленения они находились на сборных пунктах военнопленных, затем во временных армейских лагерях, откуда передавались в НКВД для последующей отправки в лагеря ГУПВИ. В это время число пленных уменьшалось по разным причинам (смерть от ранений, побеги, самоубийства, несчастные случаи и т. д.), отчего зачастую данные РККА о числе захваченных пленных менее фактического количества переданных в ГУПВИ пленных. Также достаточно много военнопленных освобождалось ещё на фронтах — до 680 000 человек, но это относится прежде всего к военнопленным румынской, словацкой, венгерской и японской армий. И, наконец, очень противоречивы данные по учёту пленных, относящихся не к вермахту, а к другим формированиям (фольскштурм, СС, СД, СА, организация Тодта, многочисленные строительные формирования и т. д.).

## В искусстве
- «Врач из Сталинграда» — немецкий художественный фильм 1958 года о немецких военнопленных, по одноимённому роману военного корреспондента, а позже писателя Хайнца Конзалика.
- «Побег из Гулага» — российско-немецкий художественный фильм 2001 года о побеге немецкого военнопленного из исправительно-трудового лагеря.
- «Полумгла» — российский художественный фильм 2005 года о непростых взаимоотношениях немецких пленных и местных жителей на Русском Севере.
- «Время собирать камни» — российский художественный фильм 2005 года о немецком сапёре, помогавшем советским сапёрам разминировать объекты после окончания войны.
- «Зона милосердия» — автобиографическая повесть И. П. Кузнецовой о жизни и работе врачей спецгоспиталя НКВД №4791 для немецких военнопленных в послевоенные годы.